# Direct Action
Direct Action – polska marka założona w 2014 roku, będąca częścią spółki Entire M. Specjalizuje się w projektowaniu i produkcji sprzętu militarnego, taktycznego i outdoorowego, przeznaczonego m.in. dla służb mundurowych (wojska i policji) oraz entuzjastów strzelectwa sportowego.

## Historia
Od początku istnienia marki w proces tworzenia i rozwoju produktów Direct Action zaangażowani są byli operatorzy jednostek specjalnych (m.in. JW GROM) oraz instruktorzy i specjaliści, tacy jak Brandon Webb – były instruktor Navy SEALs i autor książek o tematyce wojskowej.
Direct Action regularnie prezentuje swoje produkty i aktywnie uczestniczy w międzynarodowych targach branżowych, koncentrując się na wydarzeniach specjalistycznych, takich jak Shot Show w USA, Enforce Tac w Norymberdze, Eurosatory, Milipol w Paryżu, SOFINS w Bordeaux, Future Forces w Pradze, a także MSPO w Kielcach.

## Produkty
Produkty Direct Action są kompatybilne z systemem MOLLE/PALS, a laserowe wycinanie pozwala zoptymalizować masę. Bazowym materiałem jest laminat Cordury®. Produkty są dostępne w różnych wariantach kolorystycznych.
- Aktualne kamuflaże: Multicam, Multicam Tropic.
- Kamuflaże dostępne w przeszłości: rodzina Pencott (Badlands, Green Zone), Flecktarn, Woodland US.

Oprócz kamuflażu w ofercie dostępne są gładkie kolory: Adaptive Green, Black, Coyote Brown, Ranger Green oraz Shadow Grey.

### Kamizelki taktyczne (Plate Carriers)
Są to kamizelki o modułowej konstrukcji, umożliwiającej montaż dodatkowych paneli i ładownic w systemie MOLLE/PALS. Kluczowe modele to SPITFIRE oraz jego unowocześniona wersja SPITFIRE MKII, a także BEARCAT. W ofercie znajdują się również HELLCAT, CORSAIR oraz liczne dedykowane akcesoria i moduły.

### Chest Rigi (Modułowe panele piersiowe)
Jest to lekka alternatywa dla kamizelek taktycznych, zapewniająca swobodę ruchów i możliwość dopasowania konfiguracji do misji. W ofercie: THUNDERBOLT, HURRICANE, TEMPEST, TIGER MOTH, TYPHOON, CURTISS (na magazynki .308).

### Pasy i rękawy taktyczne
W ofercie dostępne są systemy nośne składające się z pasa głównego, pasa wewnętrznego (innerbelt) i rękawa zwiększającego powierzchnię montażową. Dostępne w wersjach z miękkim lub ostrym rzepem oraz w nowej, precyzyjniejszej rozmiarówce. 
Modele:
- Mustang Innerbelt,
- Warhawk Modular Rescue / Gun Belt,
- Warhawk Nautic Belt,
- Warhawk Rescue / Gun Belt oraz rękawy Firefly Low Vis Belt Sleeve, Tomcat Belt Sleeve, Mosquito Modular Belt Sleeve.

### Ładownice
Modułowe kieszenie na magazynki, granaty (odłamkowe, dymne, hukowe) i inne elementy wyposażenia, kompatybilne z systemem MOLLE/PALS.

### Modułowe kieszenie na dodatkowy osprzęt
Kieszenie i zasobniki przeznaczone do przenoszenia radia, kajdanek, pałki teleskopowej, apteczki, worków zrzutowych, worków hydracyjnych i innego sprzętu.

### Zawieszenia do broni i kabury
Kabury z kydexu na broń krótką oraz jedno- i dwupunktowe zawieszenia do broni długiej.

### Plecaki i torby
Od modeli bojowych po codzienne. W ofercie m.in. HALIFAX Medium (plecak do skoków spadochronowych), HALIFAX Small (wersja kompaktowa), niskoprofilowy DRAGONFLY, plecaki codzienne DRAGON EGG MKII, DRAGON EGG Enlarged, DUST, GHOST, plecak specjalistyczny MORTAR do przenoszenia 10 granatów moździerzowych, torby MESSENGER BAG, seria toreb transportowych Deployment Bag (Small, Medium, Large) oraz duża torba na sprzęt Liberator Bag.

### Inne
Odzież i akcesoria, takie jak koszulki, czapki, kominiarki, rękawiczki oraz patche w dwóch kategoriach: IR (flagi Polski, funkcje, grupy krwi) i morale (dla fanów marki).

### Usługa "Custom"
To usługa skierowana głównie do jednostek wojskowych, policyjnych i innych służb mundurowych. Polega na projektowaniu i produkcji wyposażenia według indywidualnych wymagań zamawiającego – zarówno w zakresie funkcjonalności, jak i użytych materiałów czy kolorystyki. Dzięki temu możliwe jest stworzenie sprzętu w pełni dopasowanego do specyfiki działań i realnych potrzeb użytkownika / poszczególnych jednostek.

## Marka w kulturze
Sprzęt marki Direct Action był wykorzystany w produkcji serialu The Brave (NBC) oraz w filmach Cena strachu i Tyler Rake.